# ESPN Classic
ESPN Classic Sport – europejska wersja amerykańskiego kanału ESPN Classic, nadającego archiwalne transmisje sportowe i programy związane z historią sportu.

## Nadawanie
W Europie dodawane są do tego jeszcze bardziej aktualne audycje dotyczące sportów ekstremalnych. Kanał należy do ESPN, największej amerykańskiej sieci telewizyjnej wyspecjalizowanej w tematyce sportowej. W Polsce kanał można oglądać w przekazie cyfrowym oraz w sieciach kablowych. Dostępny jest po angielsku i niemiecku. Od 9 stycznia 2006 roku kanał można oglądać po polsku od niedzieli do piątku, między 19:00 a 21:00, oraz większość programów w różnych godzinach.
BT Group i ESPN ogłosiły w lutym 2013 roku, że zgodziły na zakup brytyjskich i irlandzkich kanałów telewizyjnych ESPN przez BT (po zatwierdzeniu transakcji przez regulatora). Obejmuje to przede wszystkim kanały ESPN i ESPN America i portfolio praw sportowych, w tym do FA Cup Final, Clydesdale Bank Scottish Premier League, Ligi Europy UEFA i niemieckiej Bundesligi. 31 lipca 2013 roku kanał zakończył nadawanie wraz z ESPN America. Zakończenie nadawania ma związek z przejętą przez BT Sport. Tego samego dnia zniknęła z platform satelitarnych oraz sieci kablowych. 1 sierpnia 2013 roku na platformie Cyfrowy Polsat został zastąpiony przez FightKlub.